# Burg Arnoldsberg
Die Burg Arnoldsberg, auch Veste Arnoldsberg genannt, ist eine abgegangene Burg etwa 400 Meter nordwestlich des Hofes Arnoldsberg bei Spöck, einem Ortsteil der Gemeinde Ostrach im Landkreis Sigmaringen in Baden-Württemberg.

## Geschichte
Im 12. Jahrhundert war die „Veste Arnoldsberg“ Reichsgut. Ende des 13. Jahrhunderts wurden die Güter um Ostrach von den Lehensinhabern oder ihren Dienstmannen mit Zustimmung König Rudolfs I. von Habsburg stückweise an das Kloster Salem verkauft. 1324 kam der gesamte Besitz der Pfarreien Ostrach zusammen mit Burgweiler an das Kloster Salem.
Von der ehemaligen Burganlage, von der nichts weiteres bekannt ist, ist nur noch der Burghügel erhalten.